# 松嫩平原
松嫩平原是由松花江和嫩江冲积而成的平原，位于黑龙江省西南部和吉林省西北部。南以松辽分水岭为界，与辽河平原相隔；北与小兴安岭山脉相连；西起大兴安岭东麓；东至张广才岭等东部山地。海拔150-200米，面积约18万平方公里，约为东北平原面积的一半以上，其中耕地面积5.6万平方公里。松嫩平原与辽河平原由位于长春市附近的侵蚀低丘——松花江、辽河的分水岭隔开，又合称为松辽平原，是东北平原的主体。
松嫩平原以其广阔、肥沃的黑土地著称，与乌克兰大草原、美国密西西比河流域黑土带并称世界三大黑土带之一；但由於美國的黑土帶在1970年代被龍卷風暴橫掃後變得貧瘠，而烏克蘭的在車諾比核電廠爆炸後亦變得不適宜種植，現時中國東北的黑土帶變成了世界上唯一適合種植的黑土帶。
松嫩平原是中国重要的商品粮生产基地之一，盛产大豆、高粱、马铃薯、小麦、玉米、亚麻、甜菜、向日葵等。此外，著名的大庆油田也位于松嫩平原腹地。這裡是扶餘族發源地。

## 地质
松嫩平原被周边山地包围，呈盆地状。早更新世时存在松嫩平原古大湖，湖水面积超过10万km2，形成湖积平原；至晚更新世初古大湖衰亡，进入河流时代，形成冲击平原。湖泊消亡的过程中，形成了不同规模的内陆闭流湖盆,，四周的地表径流汇入到湖泊后，没有外流，水分不断蒸发，水中盐分残留在湖泊里，并通过湖水下渗、侧渗到四周的浅层地下水和沉积物中，留下成片的盐碱化沼泽、浅层地下咸水和含盐量高的沉积物。